# 沙特里斯
沙特里斯（法語：Châtrices，法語發音：[ʃatʁis]）是法国马恩省的一个市镇，属于香槟沙隆区。

## 地理
沙特里斯（49°2'18"N, 4°56'17"E）面积19.53 平方千米，位于法国大東部大區马恩省，该省份为法国东北部内陆省份，北起阿登省，西北接埃纳省，西南接塞纳-马恩省，南至奥布省，东南接上马恩省，东临默兹省。
与沙特里斯接壤的市镇（或旧市镇、城区）包括：布罗圣雷米、埃利斯-多库尔、阿戈讷地区博略、菲托、聖默努、锡夫里-昂特、韦里耶尔、阿戈讷地区维莱。

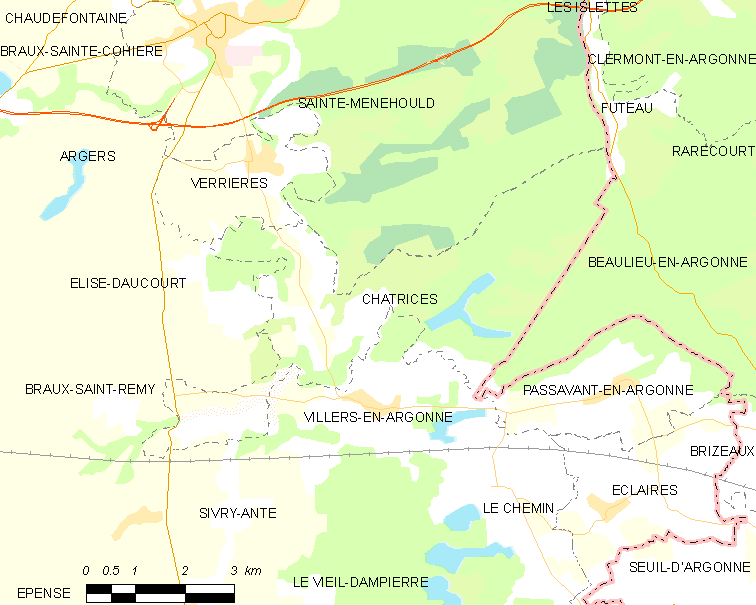
沙特里斯的OSM定位图

沙特里斯的时区为UTC+01:00、UTC+02:00（夏令时）。

## 行政
沙特里斯的邮政编码为51800，INSEE市镇编码为51138。

## 政治
沙特里斯所属的省级选区为阿戈讷-叙普-韦勒县。

## 人口

1962-2008年间沙特里斯人口变化图示

沙特里斯于2022年1月1日时的人口数量为36人。